# رافيولي
رَفيُولي (Ravioli) هي نوع مع أكلة الدامبلنغ التي تُحضر بحشو طبقتين من قطع عجينة المعكرونة. تُقدّم مع صلصة أو مرق، وتعد من الأكلات القديمة في المطبخ الإيطالي وتكون بشكل عجين مربع وتصنع أشكال أخرى منها على شكل نصف دائري مثل المدزلونة و الترتليني و الترتلوني.

## رابط خارجي
كتالوج عام من جميع الأحجام من الرافيولي ورقة مزدوجة